# Max Lewin
Max Lewin, auch Max Lewin-Träger (geboren um 1857 in Gembitz, Kreis Mogilno; gestorben am 26. April 1930 in Berlin), war ein deutscher Rechtsanwalt und Politiker.

## Leben
Max Lewin studierte Rechtswissenschaften und wurde promoviert. Lewin war Justizrat, Rechtsanwalt und Notar. Er heiratete Marianne Auguste Marie Traeger (1868–1946), eine Tochter des Reichstagsabgeordneten Albert Traeger. In der Weimarer Republik nannte er sich Lewin-Träger.
Lewin wurde wie sein Schwiegervater Mitglied der Freisinnigen Volkspartei, die 1910 in der Fortschrittlichen Volkspartei aufging. Lewin kandidierte mehrfach für das Preußische Abgeordnetenhaus in für den Freisinn aussichtslosen Wahlkreisen. Als 1916 der Nordhäuser FVP-Abgeordnete Friedrich Pietzker starb, wurde Lewin von seiner Partei als Kandidat aufgestellt. Da unter den Bedingungen des Burgfriedens die Parteien ihren "Besitzstand" nicht bestritten, wurde Lewin bei der Nachwahl am 26. Oktober 1916 unter den Bedingungen des Dreiklassenwahlrechts ins Preußische Abgeordnetenhaus gewählt.